# مارشفیلد، گلاسترشر
مارشفیلد (به انگلیسی: Marshfield) یک روستا و محله مدنی در بریتانیا است که در South Gloucestershire واقع شده‌است. مارشفیلد ۱٬۷۱۶ نفر جمعیت دارد.